# Musaranya negra
La musaranya negra (Suncus ater) només es troba al Mont Kinabalu, a l'estat malaisi de Sabah (illa de Borneo).
Es veu amenaçada d'extinció per la pèrdua del seu hàbitat natural.